# Carlo Bonino
Carlo Bonino (Palmanova, 29 luglio 1904 – ...) è stato un calciatore e allenatore di calcio italiano, di ruolo attaccante.

## Carriera
Con l'Udinese disputa 19 gare nei campionati di Prima Divisione 1922-1923 e Prima Divisione 1925-1926; successivamente disputa altre 48 partite in Serie B nelle stagioni 1930-1931 e 1931-1932.
Milita nella squadra bianconera fino al 1934, per trasferirsi poi al Palmanova. Nel 1935 rientra all'Udinese per la sua ultima stagione, al termine della quale viene posto in lista di trasferimento.